# Wenzel Ignaz Brasch
Wenzel Ignaz Brasch lub  Brosch lub Prasch (czes. Václav Ignác Brasch), (ur. 19 czerwca 1708 w Lysej nad Labem, zm. w 1761 w Schwabach) – niemiecki malarz i grafik pochodzenia czeskiego. O jego życiu mało wiadomo. Pracował w Norymberdze, Frankfurcie nad Menem i Bambergu. Malował zwierzęta, sceny myśliwskie i batalistyczne. Jego obrazy (między innymi Odpoczynek na polowaniu ze zbiorów Muzeum Narodowego w Warszawie) są obecnie bardzo rzadkie. 
Jego syn Magnus Brasch (żył w latach 1731–1787 w Norymberdze), był również malarzem zwierząt i scen myśliwskich.